# Абдраимов, Абдукадыр
Абдукады́р Абраи́мов (кирг. Абдраимов Абдыкадыр; 1905, Таштак, Ферганская область — 5 ноября 1938, Чон-Таш, Ворошиловский район) — киргизский советский партийный и государственный деятель, председатель Главного Суда Киргизской АССР (1931—1932). Входил в состав особой тройки НКВД СССР.

## Биография
Абдукадыр Абраимов родился в 1905 году в селе Таштак (ныне — в Сузакском районе Джалал-Абадской области) в бедной крестьянской семье. В 1917 году потерял родителей, с 1919 года батрачил; в 1920—1922 годы жил и учился в детском доме.
В 1922—1923 годы учился на Ташкентских курсах работников волостных революционных комитетов, после чего работал в Туркестанской ССР: секретарём Хан-Абадского волостного исполкома, ответственным секретарём Базар-Курганского райкома РКСМ. В 1924—1925 годы учился в Тверской губернской школе советского и партийного строительства 2-й ступени.
В 1925—1926 годы заведовал Экономическо-правовым отделом Джалал-Абадского окружного комитета РКСМ, в 1926—1928 — ответственный секретарь Джалал-Абадского кантонного комитета ВЛКСМ Киргизской АССР. В 1927 году принят в ВКП(б). В 1928—1930 годы окончил обучение в Тверской губернской школе советского и партийного строительства, после чего заведовал культурно-пропагандистским отделом Ошского окружного комитета ВКП(б).
С сентября 1930 по 1931 год — ответственный секретарь Базар-Курганского райкома ВКП(б). С 1931 по 1932 год — председатель Главного Суда Киргизской АССР.
В 1932—1933 годы — первый секретарь Чуйского райкома ВКП(б), затем до апреля 1937 — первый секретарь Кетмень-Тюбинского райкома ВКП(б).
В 1937 году — заведующий отделом советской торговли ЦК КП(б) Киргизии.
С 16 июня 1937 года — член ЦК КП(б) Киргизии. Этот период отмечен вхождением в состав особой тройки, созданной по приказу НКВД СССР от 30.07.1937 № 00447 и активным участием в сталинских репрессиях.
С октября по декабрь 1937 года — народный комиссар земледелия Киргизской ССР.
В декабре 1937 года арестован.
В ноябре 1938 года был расстрелян около села Таш-Дебе в Киргизской ССР — в Чон-Таше в 30 км от города Бишкек. Останки 137 кыргызстанцев 19 национальностей, расстрелянных в Чон-Таше в ноябре 1938, были выявлены в 1991 году и 30 августа 1991 года перезахоронены с государственными почестями в Мемориальном комплексе жертвам репрессий «Ата-Бейит» («Кладбище отцов») в селе Чон-Таш, в 100 м от раскопок.
Реабилитирован 16 октября 1957 года.

## Награды
- Почётная грамота ЦИК Киргизской АССР — за умелое, успешное руководство строительством первой очереди дороги Ташкумыр, Кетмен-Тюбе[2].

## Комментарии
1. ↑  По другим данным — в 1906 году[2].
2. ↑  Этот период учёбы отсутствует в автобиографии[2].
3. ↑  Ныне — село имени Суйменкула Чокморова в Аламудунском районе Чуйской области.